# Ziernawaja
Ziernawaja (biał. Зернавая; ros. Зерновая, Ziernowaja; hist. pol. Biedniszki; biał. Бядні́шкі, Biadniszki) – wieś na Białorusi, w obwodzie mińskim, w rejonie kleckim, w sielsowiecie Czerwona Gwiazda, nad Ceprą.

## Historia
Pod zaborami i w II Rzeczypospolitej wieś i folwark. W XIX i w początkach XX w. Biedniszki położone były w Rosji, w guberni mińskiej, w powiecie słuckim, w gminie Hrycewicze.
W dwudziestoleciu międzywojennym leżały w Polsce, w województwie nowogródzkim, w powiecie nieświeskim, w gminie Hrycewicze. W 1921 wieś liczyła 128 mieszkańców, zamieszkałych w 24 budynkach. Folwark liczył zaś 6 mieszkańców, zamieszkałych w 1 budynku. Mieszkańcami obu miejscowości byli wyłącznie Polacy wyznania prawosławnego.
Po II wojnie światowej w granicach Związku Sowieckiego. Od 1991 w niepodległej Białorusi.